# Hirsch (Glasmacher)
Die Familie Hirsch gehört zu den alten in ganz Mitteleuropa verbreiteten Glasmachergeschlechtern. Ähnlich wie bei anderen Familien in diesem Metier haben ihre Mitglieder die Glasindustrie in Deutschland mitgeprägt. Vor allem in Sachsen und in der Lausitz wurden im 19. Jahrhundert zahlreiche Glashütten von dieser Familie gegründet.

## Geschichte
Die Glasmacherfamilie Hirsch ist im 17. Jahrhundert in den damals im Besitz der Familie Werner befindlichen oberpfälzischen Hütten Herzogau bei Waldmünchen (1661) und Glashütte Silberhütte (1678) urkundlich erwähnt. Ein Georg Hirsch (* 1625) war Glasmacher auf der Glashütte Herzogau. Sein Sohn Johann Georg Hirsch (1661–1759) war Glasmacher in Herzogau und Bodenmais, Sebastian Hirsch (1650–1700) Glasmacher in Grafenried bei Waldmünchen und auf der Silberhütte.
Nach dem Spanischen Erbfolgekrieg (1701–1714), in einer Zeit des wirtschaftlichen Niedergangs in Bayern, verbreitete sich die Familie im benachbarten Böhmerwald vor allem dort, wo die Glasmeister Schmaus und Moosburger Hütten besaßen. Die damaligen Glashütten der Familie Schmaus waren die Kreuzhütte, Unterhütte und Fichtenbach im Bezirk Bischofteinitz, sowie die Schmausenhütte bei Markt Eisenstein. Im Besitz der Moosburger befanden sich die Eisendorfer Hütte, die Moosburger-/Walddorfer Hütte und die Johanneshütte im Bezirk Bischofteinitz. Weiters ist die Familie Hirsch im 18. Jahrhundert in Eisenstein auf den Hütten der Hafenbrädl und in Neuern (Glashütte Muckenhof) nachgewiesen. Um 1790 machte der Hüttenmeister Jakob Hirsch, Pächter der Schürerhütte, genannt „Hirsch-Hütte“, bei Seewiesen im Böhmerwald erfolgreiche Versuche mit der Produktion von Farbglas. Bei den nordböhmischen Glasraffinerien (Veredlern) war das farbige Rohglas aus dem Böhmerwald dann vor allem in der Zeit des beginnenden Biedermeier sehr gefragt.
Vorwiegend als Tafelglasmacher für Spiegel- und Fensterglas finden sich die Hirsch dann in der ersten Hälfte des 19. Jahrhunderts auf fast allen Tafelglashütten des Böhmerwaldes und des Bayerischen Waldes. Jahrhundertelang hat die Grenze zwischen Böhmen und Bayern für die Wanderungsbewegungen der Glasmacher keine Rolle gespielt. Zu Anfang der 1830er Jahre erlebten die legalen und illegalen Zuwanderungen nach Bayern ihren Höhepunkt. Dabei kamen viele Glasmacher mit dem Namen Hirsch auf Glashütten im Bayerischen Wald, so etwa nach Unterhütte bei Waldmünchen, Schönbach nahe Bodenmais oder Schwarzenthal bei Philippsreut.
Einzelne Familiengruppen zogen zu den Hütten im Spessart (siehe Johann Josef Hirsch), im Thüringer Wald und nach Schlesien. Auch Glashütten in Sachsen, in der Lausitz und vereinzelt in Westfalen und Preußen waren das Ziel der Auswanderer. Glasmacher namens Hirsch arbeiteten auf Glashütten in allen Teilen von Österreich-Ungarn.

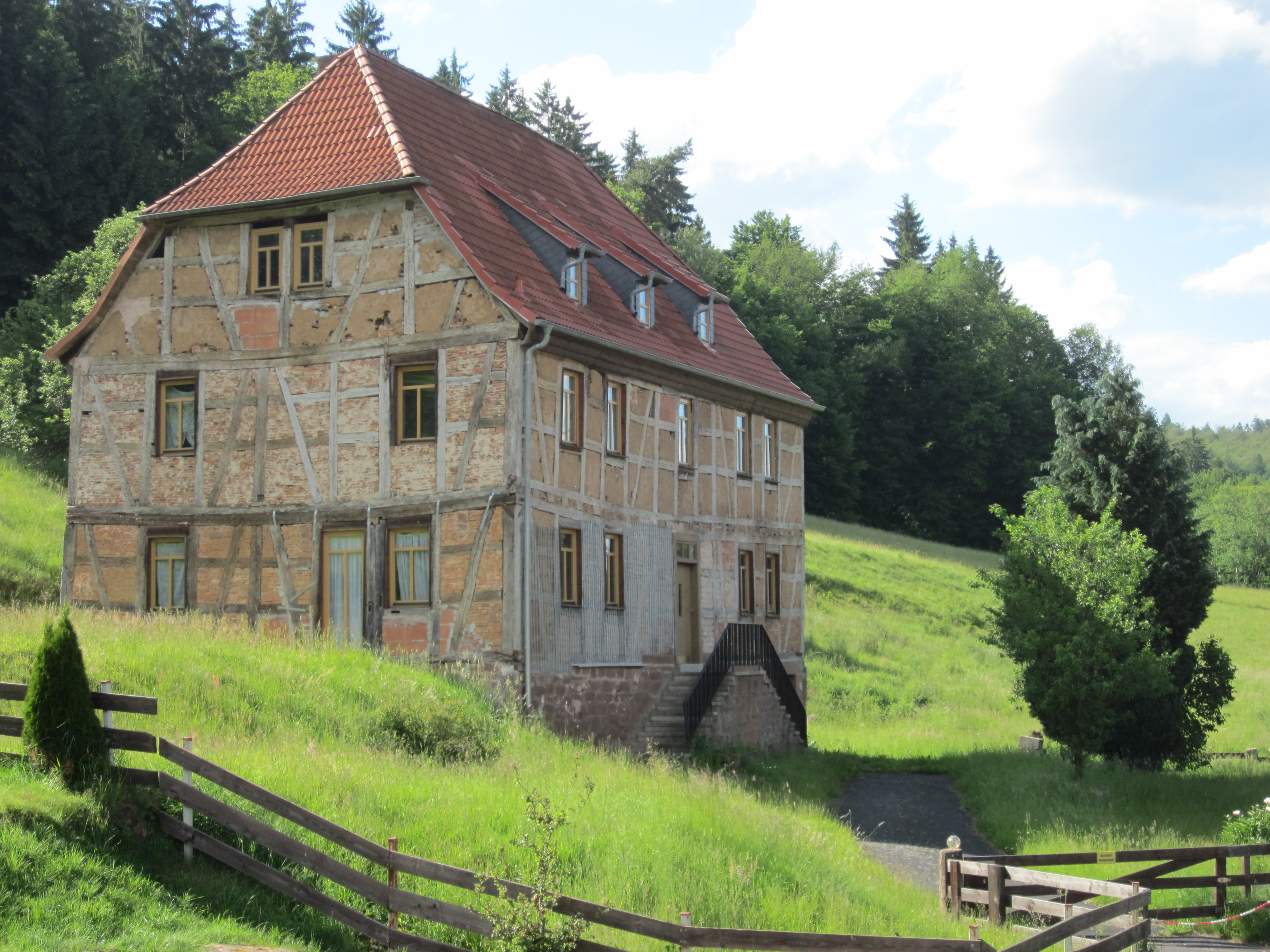
Herrenhaus der ehemaligen Glashütte Emmerichsthal, hier wirkte Josef Hirsch (1743–1836) als Glasmacher

Ein bedeutender Familienzweig ist derjenige des Josef Hirsch (1743–1836) aus Strasshütte in Böhmen, später Hüttenmeister in Emmerichsthal bei Obersinn im Spessart. Seine Söhne Johann Baptist (1779–1859) und Franz (1789–1861) arbeiteten auf der Tafelglashütte Angstedt bei Ilmenau im Thüringer Wald. Ab etwa 1817 waren sie auf der Spiegelglashütte Friedrichsthal bei Lauchhammer in der Lausitz tätig.
Die Nachfahren von Johann Baptist Hirsch und Franz Hirsch gründeten in der zweiten Hälfte des 19. Jahrhunderts zahlreiche Glasfabriken in Sachsen, Thüringen und Schlesien. auf die Familie gehen u. a. folgende Fabrikgründungen zurück:
Altenburg
- "Altenburger Glasfabrik" von Hermann Hirsch (gegr. 1870, Stilllegung 1876)[2]

Arnsdorf
- Tafelglashüttenwerk A. Georg Hirsch Arnsdorf i. Sa. (gegr. 1902, Stilllegung 1927)

Bad Muskau
- Glashüttenwerk Raetsch, Hirsch & Co.

Brand-Erbisdorf
- Tafelglashüttenwerk Zeller & Hirsch

Bolesławiec (Bunzlau/Schlesien)
- "Amalienhütte" (gegr. 1872 von Adolf Hirsch)

Döbern
- Tafelglashüttenwerk Gebr. Hirsch (gegr. 1867, im Zweiten Weltkrieg 1945 zerstört)
- Tafelglashüttenwerk Robert Hirsch (gegr. 1876, Stilllegung 1929)

Groß Kölzig
- Mundblastafelhütte Adolph Hirsch (gegr. 1896, Stilllegung 1928)

Moritzdorf
- Glasfabrik W. Hirsch & Walther (gegr. 1869, 1894 aufgegangen in der Hohl- und Preßglashütte August Walther)

Pirna

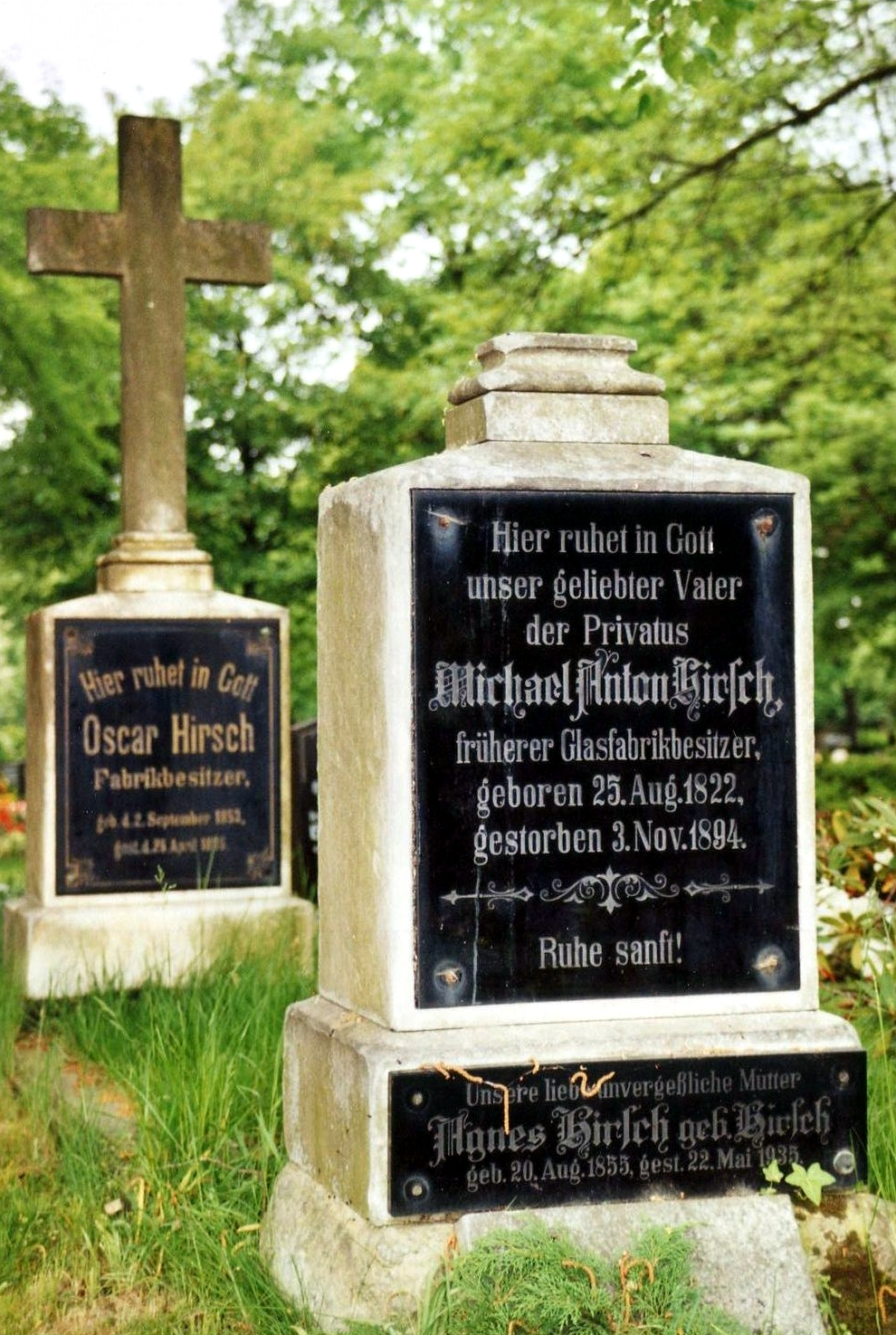
Grabsteine des Glasfabrikanten Gottlob Michael Anton Hirsch (1822–1894) und dessen Sohns Oscar Hirsch (1853–1885) auf dem Pirnaer Friedhof

- Gebrüder Hirsch Tafelglashüttenwerke (gegr. 1874, 1929 Übernahme durch die Vereinigte Zwieseler und Pirnaer Farbenglaswerke Actien-Gesellschaft, Stilllegung 1991)
- Franz Oscar Hirsch & Co., Glasfabrik Herrmann-Hütte (gegr. 1880, Stilllegung 1925)
- Kirschbaum & Hirsch, Glasfabrik Elisabethhütte (gegr. 1889, Stilllegung 1928)

Radeberg
- Vereinigte Radeberger Glashütten, früher W. Rönsch & Gebr. Hirsch (gegr. 1865),
- Berthold & Hirsch (gegr. 1872),
- W. Hirsch (gegr. 1873).

Ruszów (Rauscha) bei Görlitz
- Glasfabrik "Sophienhütte" Gebr. Hirsch (gegr. 1883, Stilllegung 1928)

Ruhland
- Glashüttenwerk Hirsch, Janke & Co. (1906 entstanden durch Übernahme einer bestehenden Glasfabrik, Stilllegung 1930)

Schmölln (Oberlausitz)
- Tafelglaswerk W. Hirsch

Tuplice (Teuplitz)
- Tafelglaswerk August Hirsch

Węgliniec (Kohlfurt)
- Glasfabrik Schneider & Hirsch

Weißwasser/Oberlausitz
- Glashüttenwerke Hirsch, Janke & Co. AG (gegr. 1884, Stilllegung 1949)
- Oberlausitzer Glashüttenwerke Otto Hirsch (1899 entstanden durch Übernahme der Oberlausitzer Glaswerke Josef Schweig & Co., Stilllegung 1995)

Um 1890 befindet sich in Berlin mit Adresse Luisenufer 12 (heute Legiendamm 24), direkt am Luisenstädtischen Kanal wahrscheinlich ein Geschäft des Glashüttenwerks Hirsch, Janke & Co.
Die meisten der Glashütten haben die Weltwirtschaftskrise am Ende der 1920er Jahre nicht überstanden.
Ein anschauliches Beispiel für die grenzüberschreitenden Wanderungen der Glasmacherfamilien gibt die Linie Anton Hirsch: Von einer der Tafelglashütten im Böhmerwald kam der Glasmacher Anton Hirsch (* 1806 in Antiglhütte) nach 1821 auf die Spiegelglashütte Schwarzenthal bei Philippsreut (Bayerischer Wald). Er heiratete Anna Maria Springer (* 1807) aus Landstraßen bei Winterberg (Böhmen). Die Kinder Andreas (* 1838), Karl (* 1839), Barbara (* 1841) und Peter (* 1847) wurden in Schwarzenthal geboren. Andreas Hirsch arbeitete später als Schmelzer auf der Spiegelglashütte Elisenthal (Alžbětín) bei Markt Eisenstein im Böhmerwald, wo seine Frau Susanna Pelikan 1847 geboren wurde. Sie heirateten 1867 in Brand, in der zuständigen Pfarrkirche für den Glashüttenort Sorghof bei Tachau in Böhmen. Als Schmelzer gehörte Andreas Hirsch zur Gründungsbelegschaft dieser neuen Spiegelglashütte. In Sorghof kamen die Kinder Georg (* 1868), Rudolf (1869–1914) und Barbara (* 1871) zur Welt. Rudolf Hirsch arbeitete als Tafelglasmacher in Fichtenbach im Bezirk Taus (Böhmen) und heiratete 1910 Josefa Spichtinger (1880–1952) aus Charlottenthal bei Schönsee (Oberpfalz). Ihr gemeinsamer Sohn Franz Hirsch (1911–1980) wurde in Furth im Wald geboren. Die Familie ging dann nach Waldsassen in der nördlichen Oberpfalz, wo es damals zwei Glashütten gab. Ab 1919 in Flanitzhütte bei Frauenau im Bayerischen Wald ansässig, wurde Franz Hirsch 1924 Hohlglasmacher bei der im gleichen Jahr gegründeten Glashütte Gistl in Frauenau.